# Настоящие ящерицы
Настоящие ящерицы, или лацерти́ды (лат. Lacertidae), — семейство чешуйчатых, единственное в подотряде Lacertiformata. Ранее рассматривались как представители инфраотряда сцинкообразных. В настоящее время вместе с двуходками и Teiformata помещаются в группу Laterata.

## Описание

### Внешний вид
Мелкие, средние и реже относительно крупные ящерицы с удлинённым стройным телом, хорошо развитыми пятипалыми конечностями и длинным хвостом. Хвост очень ломкий: схваченная за хвост, ящерица легко отбрасывает его (аутотомия), после чего хвост через некоторое время снова отрастает (регенерация). Спинная чешуя мелкая, зернистая, гладкая или ребристая. Реже спинные чешуйки увеличены, вытянуты, с сильно выраженными рёбрышками. На хвосте удлинённые шиповатые или гладкие чешуи образуют кольца (мутовки). При этом каждые два кольца чешуй соответствуют одному хвостовому позвонку. Брюхо покрыто крупными щитками, образующими продольные и поперечные ряды. Щитки на голове крупные, правильно расположенные. У большинства видов семейства имеются бедренные или паховые поры, сильнее развитые у самцов.
Глаза хорошо развиты, с круглым зрачком и, как правило, с раздельными веками. У некоторых африканских представителей семейства (например, у родов Latastia и Holaspis) в нижнем веке есть прозрачное или полупрозрачное «окошко». У змееголовок (Ophisops) нижние и верхние веки срослись, образовав подобие «линз» (как у змей). Барабанная перепонка обычно лежит на поверхности, реже — на дне короткого слухового прохода. Язык сверху покрыт чешуевидными сосочками или поперечными складками, спереди глубоко раздвоен.
Височные дуги хорошо развиты. Остеодермы головы срастаются с костями черепа и закрывают верхнее височное отверстие. В теменной кости всегда хорошо выражено отверстие для теменного органа. Зубы плевродонтные, конические, иногда с двумя—тремя остриями. Зубы на крыловидных костях отсутствуют или имеется несколько видоизменённых зубов.
Окраска очень разнообразная, нередко довольно яркая, с преобладанием коричневых, серых, зелёных, жёлтых и голубых тонов, с различными полосами, пятнами и глазками. Брюшная сторона часто красная, оранжевая, жёлтая, зелёная или голубая. Самцы обычно окрашены ярче самок, особенно в брачный период.

### Распространение
Распространены в Евразии, включая острова Японии и Индонезии, в Африке, исключая Мадагаскар. Некоторые виды стенных ящериц (Podarcis) завезены в США и прижились там.

### Образ жизни
Настоящие ящерицы ведут дневной образ жизни и населяют разнообразные биотопы: пустыни, степи, леса различного типа, заросли кустарников, встречаются в горах, на побережьях и в болотистых местностях. Некоторые виды хорошо лазают по деревьям.

### Питание
Питаются преимущественно насекомыми и другими беспозвоночными. Крупные виды (например, жемчужная ящерица) могут поедать небольших позвоночных: других ящериц, мелких грызунов, птенцов. Некоторые виды поедают растительную пищу: плоды, семена и зелёные части растений.

### Размножение
Большинство видов яйцекладущи, некоторые — яйцеживородящи.
У скальных ящериц установлено размножение без участия самцов — партеногенез. Популяции таких ящериц представлены исключительно самками.

## Охранный статус
Несколько видов и подвидов канарских ящериц (Gallotia) и стенных ящериц (Podarcis) занесены в Красную книгу МСОП. Ряд видов охраняется на территории обитания.

## Палеонтология
Настоящие ящерицы были найдены в балтийском янтаре, где представлены вымершим видом Succinilacerta succinea.

## Систематика
Выделяют два подсемейства: Gallotinae (роды Gallotia и Psammodromus) и Lacertinae (все остальные роды).
На июнь 2025 года в семействе насчитывается 387 современных видов, которые относятся к 43 родам.
| Латинское название | Русское название                                       | Количество видов |
| ------------------ | ------------------------------------------------------ | ---------------- |
| Acanthodactylus    | Гребнепалые ящерицы                                    | 45               |
| Adolfus            | Центральноафриканские настоящие ящерицы, или адольфусы | 6                |
| Algyroides         | Килеватые ящерицы                                      | 4                |
| Anatololacerta     |                                                        | 5                |
| Apathya            |                                                        | 2                |
| Archaeolacerta     |                                                        | 1                |
| Atlantolacerta     |                                                        | 1                |
| Australolacerta    |                                                        | 1                |
| Congolacerta       |                                                        | 2                |
| Dalmatolacerta     |                                                        | 1                |
| Darevskia          | Скальные ящерицы, или даревскии                        | 42               |
| Dinarolacerta      |                                                        | 2                |
| Eremias            | Ящурки, или степные ящерицы                            | 44               |
| Gallotia           | Канарские ящерицы                                      | 8                |
| Gastropholis       | Гастрофолисы                                           | 4                |
| Heliobolus         |                                                        | 6                |
| Hellenolacerta     |                                                        | 1                |
| Holaspis           | Голасписы                                              | 3                |
| Iberolacerta       |                                                        | 8                |
| Ichnotropis        | Шероховатые ящерицы                                    | 6                |
| Iranolacerta       |                                                        | 2                |
| Lacerta            | Зелёные ящерицы, или настоящие ящерицы (род)           | 10               |
| Latastia           | Латастии, или длиннохвостые ящерицы                    | 10               |
| Meroles            | Меролесы                                               | 8                |
| Mesalina           | Афроазиатские ящурки, или месалины                     | 26               |
| Nucras             | Нукрасы, или тупомордые ящерицы                        | 14               |
| Omanosaura         |                                                        | 2                |
| Ophisops           | Змееголовки, или змееглазки                            | 12               |
| Parvilacerta       |                                                        | 2                |
| Pedioplanis        |                                                        | 16               |
| Philochortus       | Филохортусы                                            | 7                |
| Phoenicolacerta    |                                                        | 4                |
| Podarcis           | Стенные ящерицы                                        | 28               |
| Poromera           | Поромеры                                               | 1                |
| Psammodromus       | Псаммодромусы, или визжащие ящерицы                    | 6                |
| Pseuderemias       | Ложные ящурки                                          | 7                |
| Scelarcis          |                                                        | 1                |
| Takydromus         | Долгохвостки, или травяные ящерицы                     | 25               |
| Teira              |                                                        | 1                |
| Timon              |                                                        | 6                |
| Tropidosaura       | Киленосные ящерицы, или тропидозауры                   | 4                |
| Vhembelacerta      |                                                        | 1                |
| Zootoca            | Лесные ящерицы                                         | 2                |